# Pskov
Pskov (en russe : Псков, ancienne orthographe Пльсковъ ; en estonien : Pihkva ; en allemand : Pleskau ; en letton : Pleskava ; en polonais : Psków) est une ville de Russie arrosée par la Velikaïa.
Elle est la capitale administrative de l'oblast de Pskov. Sa population s'élevait en 2016 à 208 145 habitants. Ses habitants sont appelés les Pskovitains.

## Géographie
Pskov se situe à la confluence de la Pskova et de la Velikaïa, non loin du Lac Pihkva, laisse méridionale du Lac Peïpous. Avec un bassin versant de 55 300 km2, la Velikaïa est le plus grand cours d'eau de l'oblast.
Cette métropole régionale, qui se trouve à 50 km de la frontière lettone, à 263 km au sud-ouest de Saint-Pétersbourg et à 610 km au nord-ouest de Moscou, occupe l'extrémité ouest du noyau historique de la Russie (c'est-à-dire de la Russie privée de l'annexe de Kaliningrad).

## Histoire

### Fondation
La ville, d’abord appelée Pleskov, est mentionnée pour la première fois en 903 lorsqu'Igor de Kiev épouse Olga de Kiev, originaire de la ville. Les Pskoviens prennent parfois cette date pour la date de fondation de la ville, et un grand jubilé a eu lieu en 2003 pour fêter son 1 100e anniversaire.
Le premier prince de Pskov fut le dernier fils de Vladimir Ier de Kiev, Soudislav. Emprisonné par son frère Iaroslav le Sage, il ne fut libéré que plusieurs dizaines d’années plus tard, à la mort de ce dernier. Aux XIIe et XIIIe siècles, la ville appartenait à la république de Novgorod. C'est à cette époque qu'émergea l'école de peinture de Pskov qui comme celles de Vladimir et de Novgorod contribua à l'émergence de créations monumentales dans les cathédrales, témoignant d'un progressif éloignement de l'héritage byzantin.
Elle fut prise en 1241 par les chevaliers Teutoniques, puis reprise plusieurs mois plus tard par Alexandre Nevski au terme d’une campagne légendaire. Ce moment de l'Histoire fut le sujet, en 1938, du film de Sergueï Eisenstein, Alexandre Nevski, dont la célèbre musique fut composée par Sergueï Prokofiev, qui l'adapta l'année suivante sous la forme d'une cantate pour mezzo-soprano, chœur et orchestre.

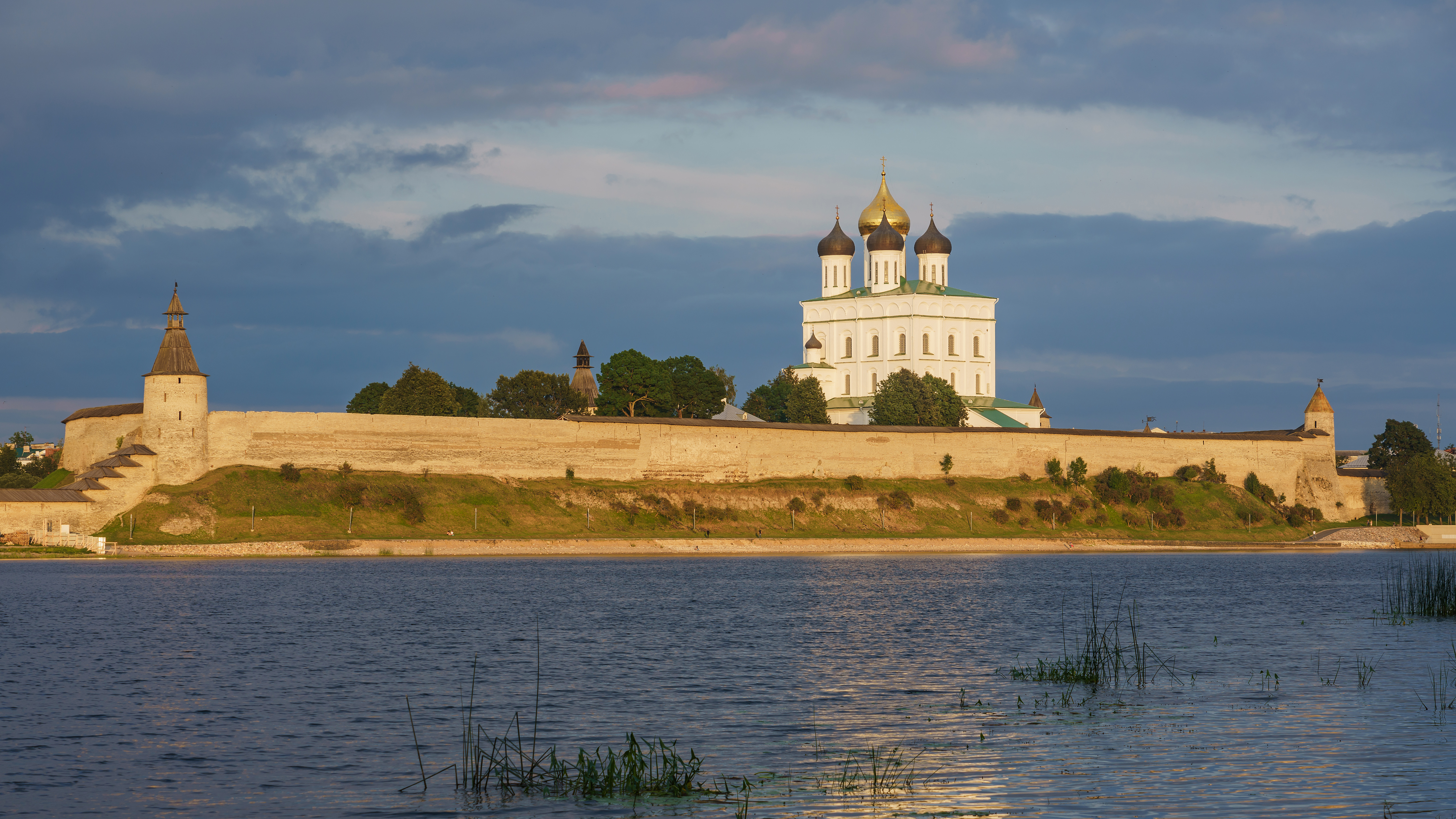
Le krom de Pskov, vu de la rivière Velikaïa.

Afin d’assurer leur indépendance vis-à-vis des chevaliers Teutoniques, les Pskoviens choisirent pour prince et chef militaire en 1266, un prince lituanien, Daumantas (Dovmont en russe). Daumantas fortifia la ville, défit les chevaliers à la bataille de Rakovor et imposa sa domination sur la majeure partie de l’Estonie. Son corps et son épée reposent au kremlin de Pskov, et le cœur de la citadelle qu’il y fit construire porte encore le nom de « ville de Dovmont ».

### République de Pskov
Pour un article plus général, voir République de Pskov.

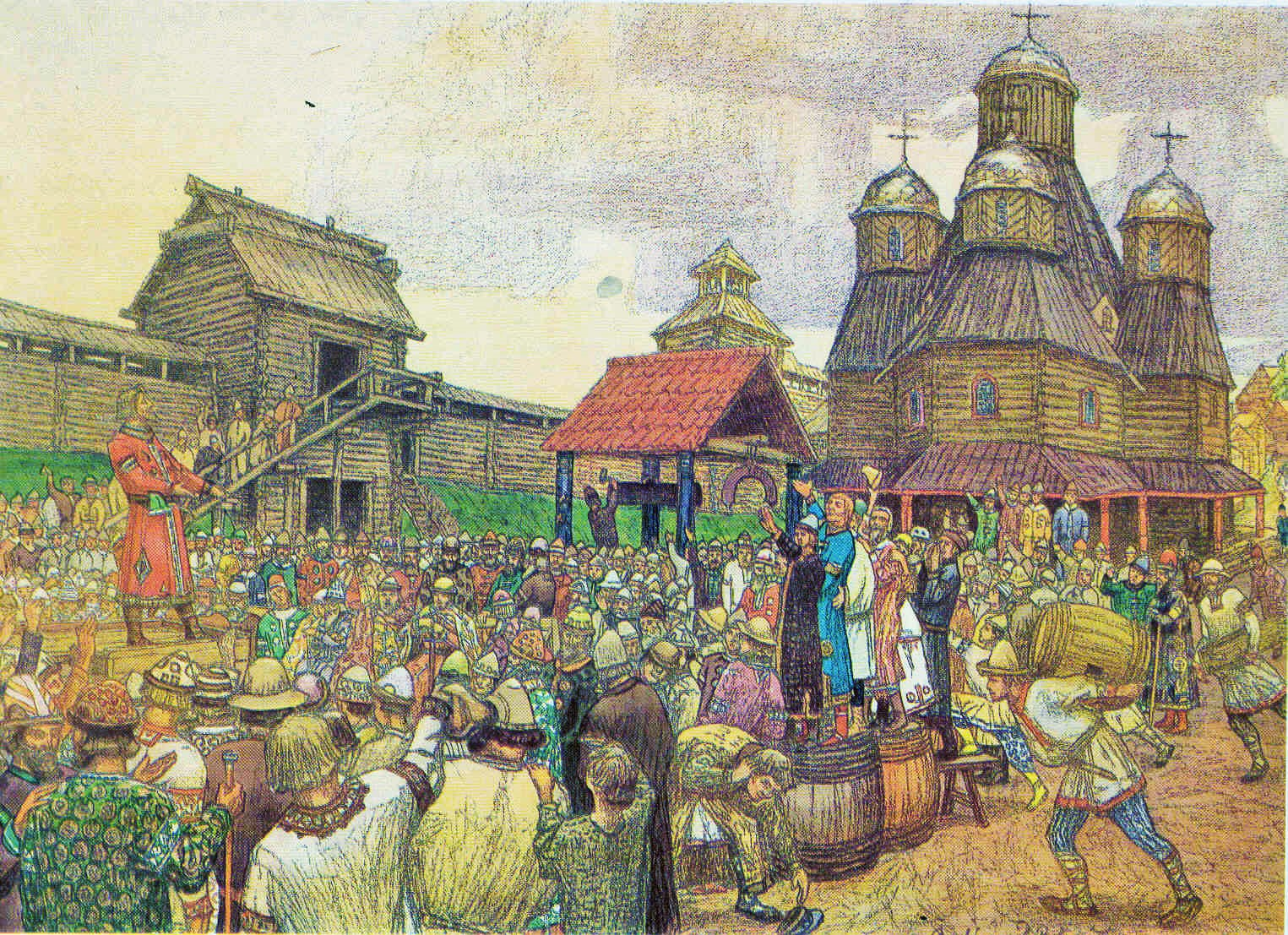
Le Vétché de Pskov, peinture de Viktor Vasnetsov.

Au XIVe siècle, la ville devint de facto la capitale d’une république souveraine. Elle était dominée par les marchands qui firent entrer la ville dans la ligue hanséatique. L’indépendance de Pskov fut formellement reconnue par Novgorod en 1348. Plusieurs années plus tard, le vétché (assemblée populaire) promulgua la Charte de Pskov, qui fut l’une des sources d’inspiration principales du premier code civil de l'Empire russe (en), le soudiebnik compilé et présenté en 1497.
Pour la Russie, la République de Pskov était un pont vers l’Europe. Pour l’Europe, c’était un avant-poste russe cible de nombreuses attaques à travers son histoire. Son kremlin (appelé le Krom par les Pskoviens) soutint vingt-six sièges au cours du XVe siècle. Jusqu’à cinq murailles l’encerclaient, rendant la ville pratiquement imprenable.
Une école de peinture d’icônes se développa et les maçons locaux étaient considérés comme les meilleurs de Russie. De nombreux éléments particuliers à l’architecture russe furent d’abord introduit à Pskov.

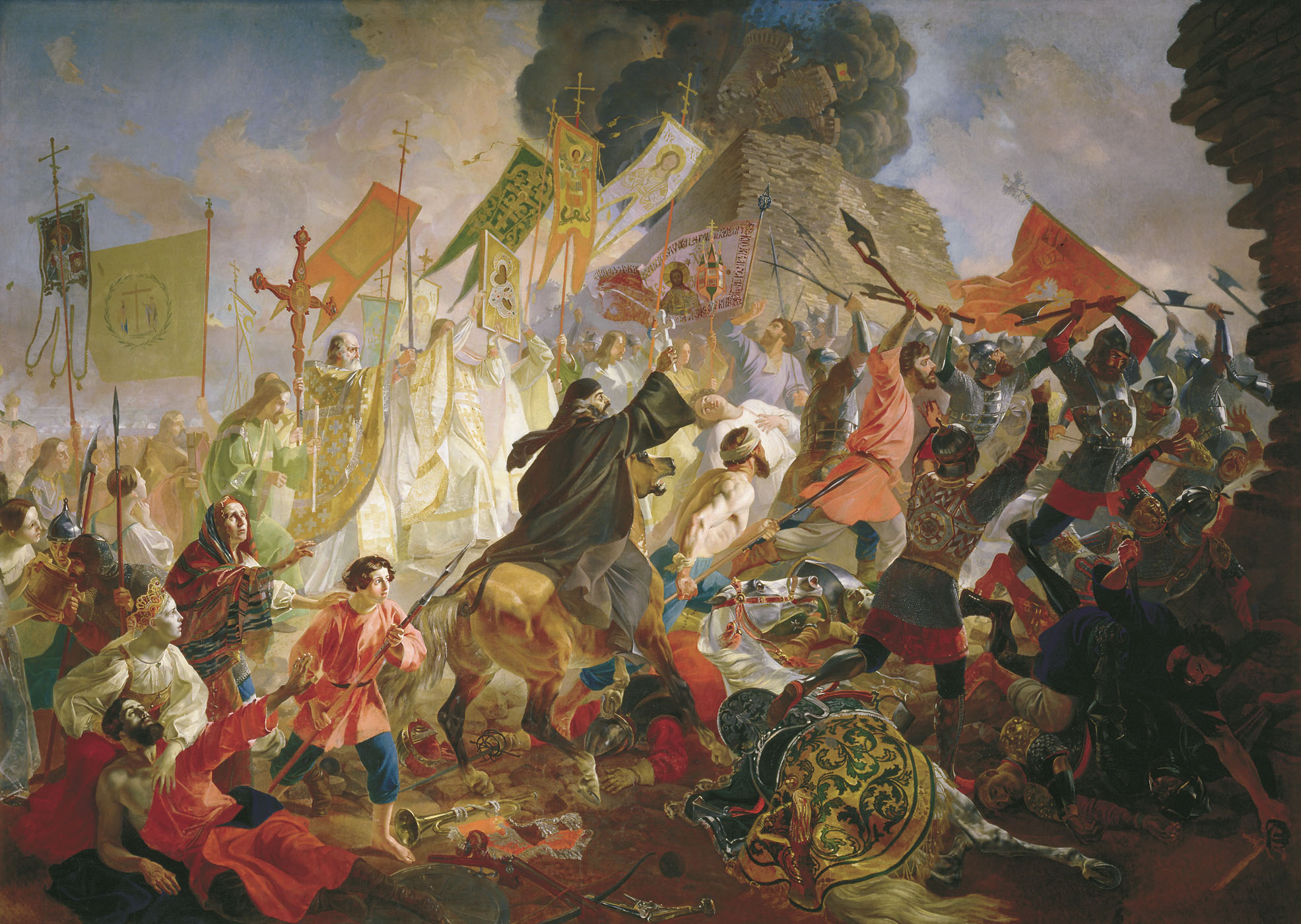
Le Siège de Pskov (1581-1582) par Étienne Báthory, de Karl Briullov.

Plusieurs éléments se conjuguèrent pour mettre fin à l'indépendance de la République de Pskov. Parmi ceux-ci, le renforcement des liens commerciaux, politiques et militaires avec la Moscovie, qui finit par l’envahir.
Certains boyards et marchands de Pskov essayèrent de s'opposer à l'annexion par la Moscovie, mais sans obtenir le soutien des citoyens.
La chute de Pskov est narrée dans L'Histoire moscovite de la prise de Pskov (1510). La déportation des familles nobles vers Moscou est le thème de l’opéra La Jeune Fille de Pskov de Rimski-Korsakov (1872).
En tant que seconde plus grande ville de Moscovie, Pskov attirait encore les armées ennemies. Elle soutint notamment le siège prolongé d'une armée polonaise de 50 000 hommes lors de la guerre de Livonie (1581–1582). Le roi de Pologne Étienne Báthory lança trente-et-une attaques successives pour prendre la cité, défendue principalement par des civils. Même après la chute de l’un des murs de la ville, les Pskoviens parvinrent à combler la brèche et à repousser les assaillants. « C’est incroyable comme cette ville me rappelle Paris », écrivit un Français présent au siège de Báthory.

### Histoire moderne

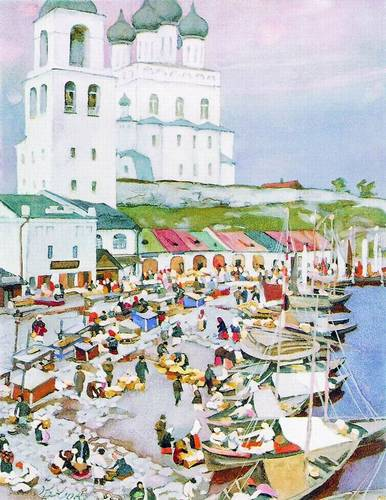
Bateaux au bord de la rivière à Pskov (1904, Constantin Juon).

La conquête par Pierre le Grand de l’Estonie et de la Lettonie, qui appartenaient à la Suède, pendant la Grande guerre du Nord au début du XVIIIe siècle sonna la fin du rôle traditionnel de Pskov en tant que frontière stratégique et passage clef vers la Russie intérieure. En conséquence, l’importance de la ville déclina fortement, même si elle conserva le siège d’un gouvernement séparé jusqu’en 1777.

### Histoire contemporaine
Le dernier tsar de Russie, Nicolas II, abdiqua à Pskov en mars 1917 (voir Révolution russe de Février 1917).
Pendant la Première Guerre mondiale, Pskov fut envahie par l’Armée impériale allemande après la conférence de paix russo-germanique de Brest-Litovsk. Pskov fut également occupée par l’armée estonienne de février à juillet 1919, pendant la guerre d'indépendance de l'Estonie.
La citadelle médiévale s'avéra un pauvre refuge face à l’artillerie moderne et durant la Seconde Guerre mondiale Pskov fut gravement endommagée. La ville fut occupée par l'Allemagne nazie du 9 juillet 1941 au 23 juillet 1944. De nombreux bâtiments anciens et notamment de nombreuses églises furent détruits avant que la Wehrmacht ne puisse occuper la ville. De décembre 1943 au 1er mars 1944, le quartier général de la 3. Flieger-Division de la Luftwaffe était établi dans la ville.
Bien qu’une grande partie de la population soit morte durant la guerre, Pskov tente depuis de retrouver sa place traditionnelle de centre industriel et culturel majeur de la Russie d’Europe.
La ville a été inscrite sur la liste indicative au patrimoine mondial de l'Unesco depuis 2002.

## Population
Recensements (*) ou estimations de la population :
| 1840   | 1856   | 1863   | 1885   | 1897*  | 1910   | 1920   |
| ------ | ------ | ------ | ------ | ------ | ------ | ------ |
| 10 300 | 16 329 | 16 807 | 21 684 | 30 478 | 32 856 | 29 004 |

| 1923   | 1926*  | 1939*  | 1959*  | 1970*   | 1979*   | 1989*   |
| ------ | ------ | ------ | ------ | ------- | ------- | ------- |
| 36 667 | 40 396 | 60 439 | 81 270 | 126 711 | 175 724 | 203 789 |

| 2002*   | 2010*   | 2012    | 2013    | 2014    | 2015    | 2016    |
| ------- | ------- | ------- | ------- | ------- | ------- | ------- |
| 202 780 | 203 279 | 203 974 | 206 154 | 206 730 | 207 571 | 208 145 |

## Politique et administration

### Tendances politiques
| Scrutin             | 1er tour | 1er tour | 1er tour | 1er tour | 1er tour | 1er tour | 1er tour | 1er tour | 1er tour | 1er tour | 1er tour | 1er tour | 2d tour                  | 2d tour                  | 2d tour                  | 2d tour                  | 2d tour                  | 2d tour                  | 2d tour                  | 2d tour                  | 2d tour                  | 2d tour                  |
| Scrutin             | 1er      | 1er      | %        | 2e       | 2e       | %        | 3e       | 3e       | %        | 4e       | 4e       | %        | 1er                      | 1er                      | %                        | 2e                       | 2e                       | %                        | 3e                       | %                        | 4e                       | %                        |
| ------------------- | -------- | -------- | -------- | -------- | -------- | -------- | -------- | -------- | -------- | -------- | -------- | -------- | ------------------------ | ------------------------ | ------------------------ | ------------------------ | ------------------------ | ------------------------ | ------------------------ | ------------------------ | ------------------------ | ------------------------ |
| Présidentielle 2012 |          | ER       | 56,02    |          | KPRF     | 21,68    |          | SE       | 9,99     |          | LDPR     | 6,24     | Victoire au premier tour | Victoire au premier tour | Victoire au premier tour | Victoire au premier tour | Victoire au premier tour | Victoire au premier tour | Victoire au premier tour | Victoire au premier tour | Victoire au premier tour | Victoire au premier tour |
| Municipales 2012    |          | ER       | 46,33    |          | KPRF     | 24,23    |          | Iabloko  | 9,16     |          | SRZP     | 9,08     | Tour unique              | Tour unique              | Tour unique              | Tour unique              | Tour unique              | Tour unique              | Tour unique              | Tour unique              | Tour unique              | Tour unique              |
| Gouvernorale 2014   |          | ER       | 76,39    |          | KPRF     | 13,10    |          | SRZP     | 4,56     |          | LDPR     | 2,68     | Victoire au premier tour | Victoire au premier tour | Victoire au premier tour | Victoire au premier tour | Victoire au premier tour | Victoire au premier tour | Victoire au premier tour | Victoire au premier tour | Victoire au premier tour | Victoire au premier tour |
| Municipales 2017    |          | ER       | 39,71    |          | KPRF     | 21,77    |          | SRZP     | 11,32    |          | Iabloko  | 8,53     | Tour unique              | Tour unique              | Tour unique              | Tour unique              | Tour unique              | Tour unique              | Tour unique              | Tour unique              | Tour unique              | Tour unique              |
| Présidentielle 2018 |          | ER       | 72,47    |          | KPRF     | 12,57    |          | LDPR     | 6,18     |          | GRANI    | 2,33     | Victoire au premier tour | Victoire au premier tour | Victoire au premier tour | Victoire au premier tour | Victoire au premier tour | Victoire au premier tour | Victoire au premier tour | Victoire au premier tour | Victoire au premier tour | Victoire au premier tour |
| Gouvernorale 2018   |          | ER       | 65,19    |          | KPRF     | 15,85    |          | LDPR     | 6,03     |          | PPR      | 4,59     | Victoire au premier tour | Victoire au premier tour | Victoire au premier tour | Victoire au premier tour | Victoire au premier tour | Victoire au premier tour | Victoire au premier tour | Victoire au premier tour | Victoire au premier tour | Victoire au premier tour |
| Municipales 2022    |          | ER       | 51,33    |          | KPRF     | 14,52    |          | Iabloko  | 9,04     |          | RPPSS    | 8,14     | Tour unique              | Tour unique              | Tour unique              | Tour unique              | Tour unique              | Tour unique              | Tour unique              | Tour unique              | Tour unique              | Tour unique              |

### Jumelages
- Arles (France) depuis 1976
- Gera (Allemagne)
- Kuopio (Finlande)
- Neuss (Allemagne)
- Nimègue (Pays-Bas)
- Norrtälje (Suède)
- Paderborn (Allemagne)
- Perth (Écosse) (Écosse)
- Roanoke (États-Unis)
- Tartu (Estonie)
- Daugavpils (Lettonie)
- Valmiera (Lettonie)
- Białystok (Pologne)
- Vitebsk (Biélorussie)
- Tchernihiv (Ukraine)
- Sourgout (Russie)

## Architecture
Les débuts de l'architecture de Pskov sont marqués par les novgorodiens. Mais elle ne perd pas pour autant son originalité. Le style y est plus simple, moins monumental qu'à Veliki Novgorod. La clarté, la logique, la simplicité de ces constructions sobres devient un élément de style. Les édifices sont d'un volume extrêmement réduit. Les quatre ou six piliers intérieurs occupent tout l'espace. De là la nécessité de bâtir de nombreuses églises, pour accueillir les fidèles. Ces églises aux dimensions réduites sont pleines de charme et traduisent bien l'esprit des Pskoviens, plus centrés sur une existence paisible que sur une vie politique ambitieuse et expansionniste. L'influence des villes de Smolensk et de Polotsk est également perceptible.
Les premières constructions de Pskov sont réalisées en bois au cours des dixième et onzième siècles, ce qui ne manqua pas de provoquer de nombreux incendies. Ces constructions en bois ont influencé les formes de l'architecture en pierre qui apparaît ensuite au XIIe siècle. Le calcaire que les Pskoviens utilisent pour celle-ci donne, grâce à l'aspect rugueux, un charme sculptural particulier. Les surfaces sont recouvertes d'ornements compliqués dont les fouilles archéologiques ont permis de retrouver les traces. Ce sont des frises dentelées sous les corniches et au sommet des tambours. Certains décors sont faits de cavités rectangulaires ou carrées qui se combinent avec les autres éléments décoratifs.
La grande renommée des architectes de Pskov les fait appeler par le prince Ivan III à Moscou en 1472 pour, notamment, collaborer à la construction de la Laure de la Trinité-Saint-Serge. Par ce biais ils vont exercer une grande influence sur la formation d'un style commun à toute la Russie.
Trois particularités se retrouvent fréquemment dans l'architecture des églises de Pskov : les papertes, les porches (kryltso) , les clochers-arcades (zvonnitsa).
- Les papertes russes proviennent des narthex byzantins. Ce sont des galeries, qui peuvent être ouvertes, mais qui restent closes quand le temps est froid et quand il faut faire patienter les fidèles autour des églises exiguës telles que celles de Pskov. Les offices orthodoxes sont relativement longs et ces galeries offrent un abri qui permet de s'écarter quelques minutes du lieu du culte. Elles sont construites sur la façade occidentale mais peuvent aussi couvrir trois côtes.
- Les porches (kryltso) qui donnent accès aux papertes sont formés le plus souvent de deux piliers bas reliés par des arcs voûtés en berceau et couverts d'un toit en bâtière.

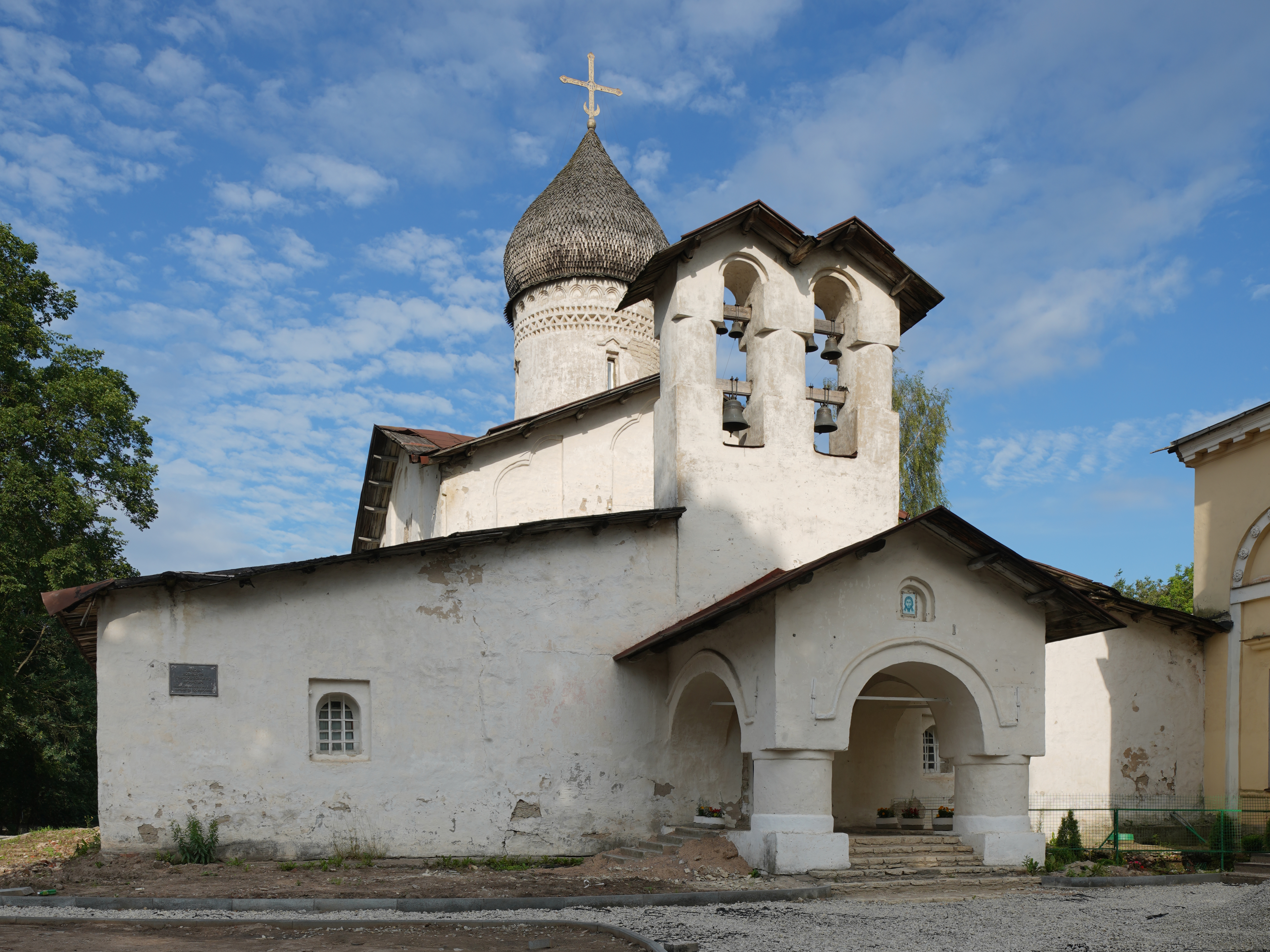
Ancienne église de l'ascension à Pskov

- Les clochers-arcades sont des pignons percés de baies pour les cloches comme le prolongement des façades ou des galeries des églises de Pskov. Certains ont deux rangées d'arcades superposées. Au XVe siècle, on leur substitue des clochers isolés. À Novgorod, par contre, les architectes adoptèrent parfois ce type de clocher-arcade, mais donnèrent la préférence aux clochers à formes pyramidales issus des clochers en bois[16]. Au XVIe siècle on trouve quelques exemples de tels clochers en Russie comme à Rostov Veliki (cathédrale de la Dormition), à Souzdal (monastère du Sauveur-Saint-Euthyme) qui sont probablement réalisés par des maîtres pskoviens[17].

L'architecture civile en pierre est presque inexistante à Pskov (comme à Novgorod). Les édifices municipaux, tels que ceux de Flandre ou d'Allemagne sont rares, sinon absents, en Russie médiévale. La pierre est réservée à la  Maison de Dieu ou aux systèmes de défense : kremlins, et forteresses (appelés aussi  kroms ,  détinets ). Quant aux habitations, elles sont construites en bois, matériau abondant dans le pays et sont périodiquement dévastées par des incendies.
Après l'annexion du territoire de Pskov par Vassili III grand-prince de Moscou en 1510, l'architecture de la ville va perdre un peu de son originalité tout en conservant une partie de ses traits particuliers .

### Architecture civile
- Krom de Pskov
- Bourg de Dovmont
- Palais des clercs (Prikazne palaty)
- Hôtel Pogankine
- Hôtel Petchenko
- Hôtel Troubinskoï
- Hôtel des marchands Podzonïev
- Hôtel des marchands Menchikov
- Malterie

### Architecture religieuse

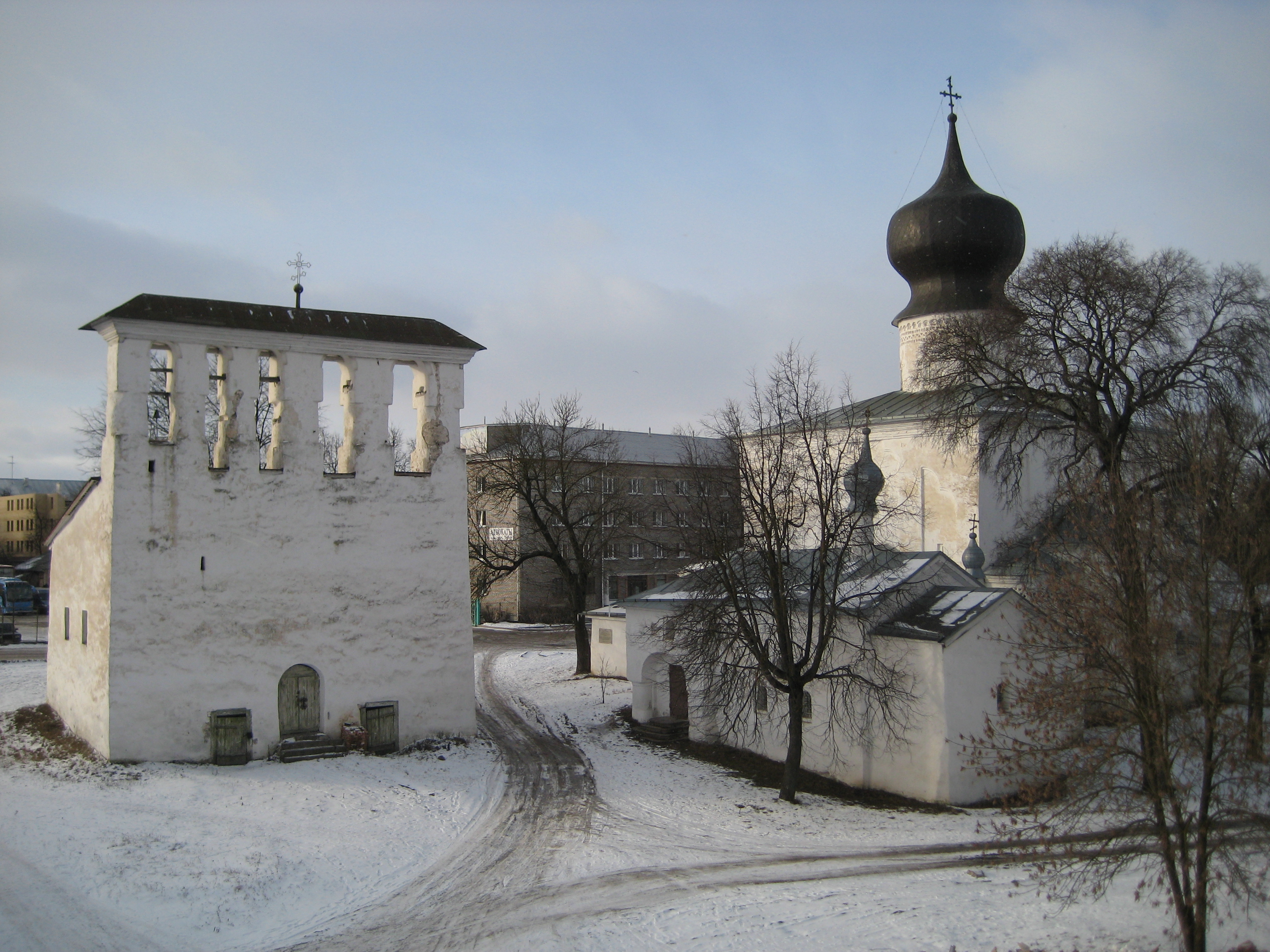
Vue en hiver de l'église de l'Assomption-du-Bac

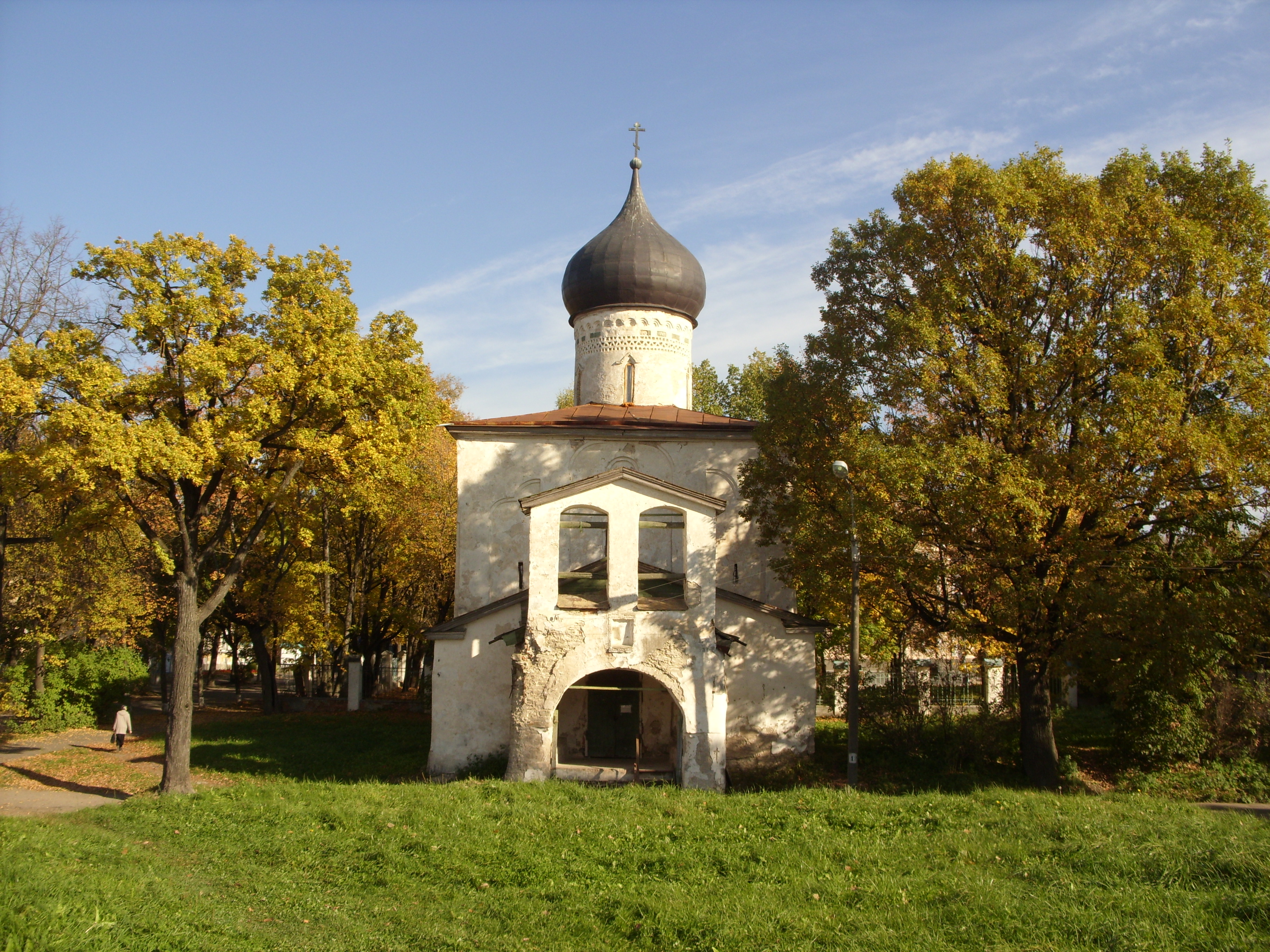
Vue de l'église Saint-Georges-sur-le-mont (Pskov)

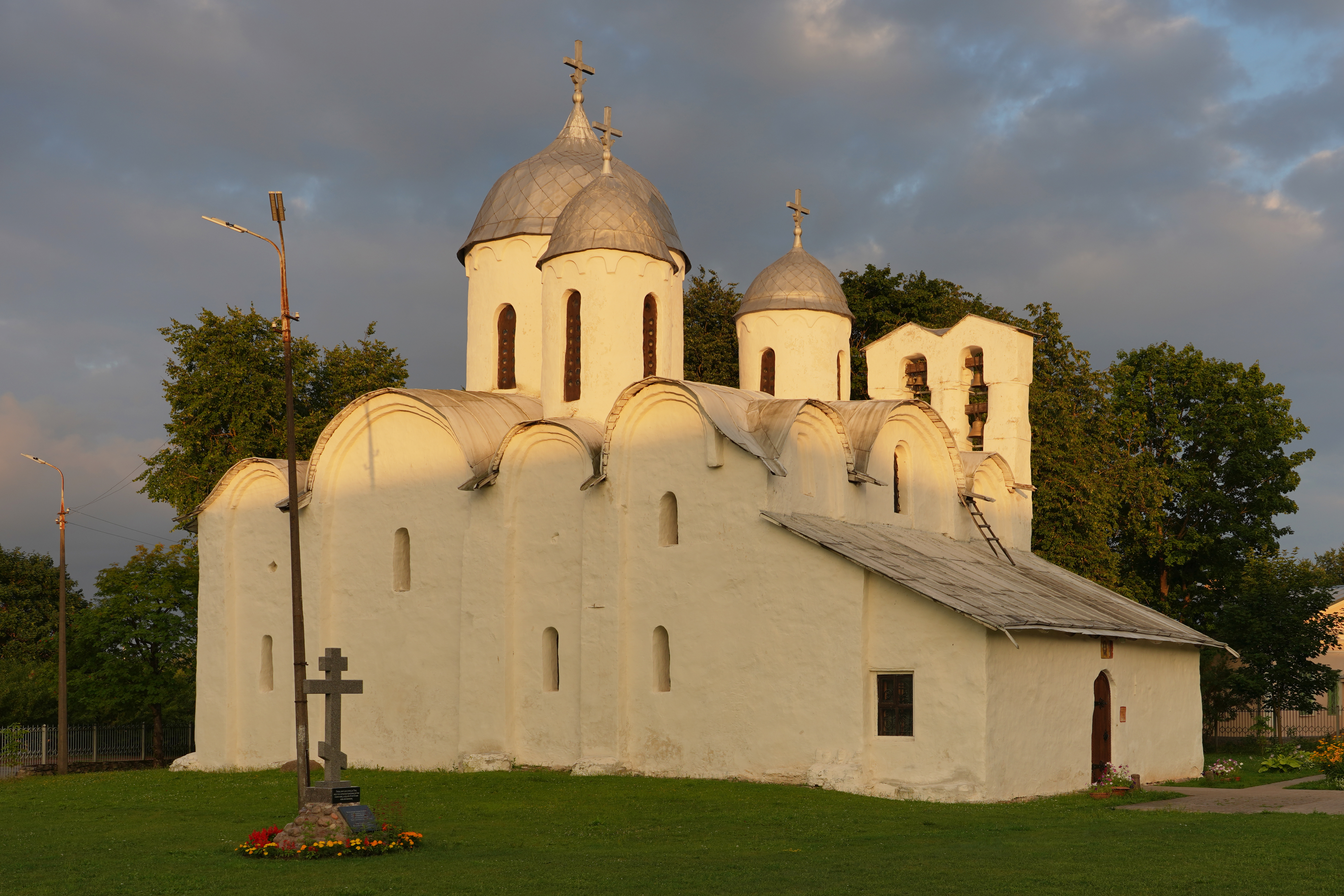
Monastère Saint-Jean-Baptiste (Pskov) : vue de l'abbatiale (XIIe siècle)

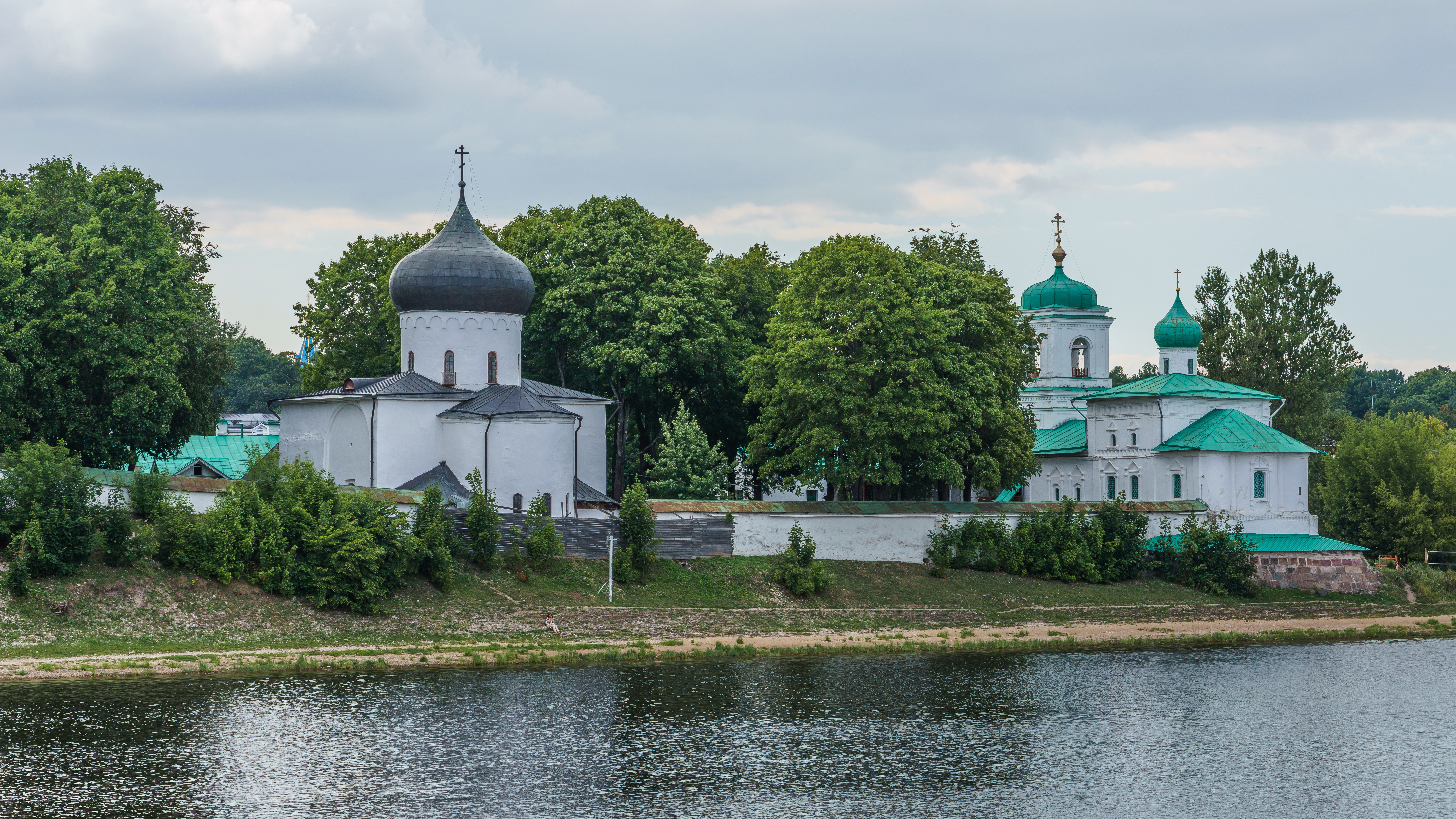
Vue du monastère de la Miroja

Pskov est riche d'églises appartenant au patrimoine historique protégé:
églises
- Cathédrale de la Trinité (Pskov) (1682-1699)
- Église de Nikita le Martyr (Gusyatnik) (1470) détruit
- Église d'Élie le prophète dans le village de Vybuty
- Église Saint-Alexandre-Nevski (1907)
- Église Sainte-Anastasie (1538)
- Ancienne église de l'Ascension (XVIe siècle)
- Nouvelle église de l'Ascension
- Ancienne église de l'Assomption (XVe siècle)
- Église de l'Assomption-du-Bac (1521)
- Église de l'Assomption (architecture néoclassique 1810-1811)
- Église de l'Assomption de Boutyrki (1777)
- Église Saint-Basile (XVe – XVIe siècles)
- Église Saint-Clément
- Église Saints-Côme-et-Damien-du-Mont-Gremiatchaïa (XVIe siècle)
- Église Saints-Côme-et-Damien-du-Pont (XVe – XVIe siècles)
- Église Saint-Constantin-et-Sainte-Hélène
- Église Saint-Dimitri-des-Champs (XVIe – XVIIe siècles)
- Église Saint-Élie-le-Mouillé
- Église de l'Épiphanie
- Église des Saintes-Femmes (1546)
- Église Saint-Georges-sur-la-butte (Pskov) (1494)
- Église de l'Icône-du-Seigneur du Marais-aux-Crapauds (XVIe – XIXe siècles)
- Église de l'Intercession
- Église de l'Intercession et de la Nativité de la Vierge (XVe – XVIe siècles)
- Église Saint-Jean-l'Évangéliste (1547-XVIIIe siècle)
- Église Saint-Joachim-et-Sainte-Anne (XVIe siècle)
- Église Saint-Michel-Archange (1462)
- Église de la Nativité-de-la-Vierge du monastère de Snetogorski
- Église de la Nativité de la Vierge (architecture néoclassique 1833)
- Église Saint-Nicolas-du-Lieu-sec (1535-1536)
- Église Saint-Nicolas-le-Thaumaturge-du-Torg
- Église Saint-Nicolas-des-Remparts (XVIe siècle)
- Église Saint-Pierre-et-Saint-Paul (1540)
- Église de la Résurrection (Pskov) (XVIe – XIXe siècles)
- Église Saint-Serge-de-Zaloujia (XVIe siècle)
- Église Saint-Varlaam (XVe – XIXe siècles)
- Église de la Transfiguration-du-Sauveur du monastère de la Miroja

monastères
- Monastère Sviatogorski (sépulture d'Alexandre Pouchkine)
- Monastère de Snetogorski
- Monastère Saint-Jean-Baptiste (Pskov) (XIIe – XVIe siècles)
- Monastère de la Miroja (XIIe – XVIe siècles)
- Monastère de Krypetskoïe situé à une vingtaine de kilomètres de Pskov.
- Monastère des Grottes de Pskov (XVe siècle) se trouve à Petchory à 43 km de la ville de Pskov.

Il existe également une église catholique consacrée à la Trinité et une église baptiste.

## Économie
La ville possède son aérodrome Princesse Olga de Pskov et la gare ferroviaire Pskov passagers.

## Iconographie

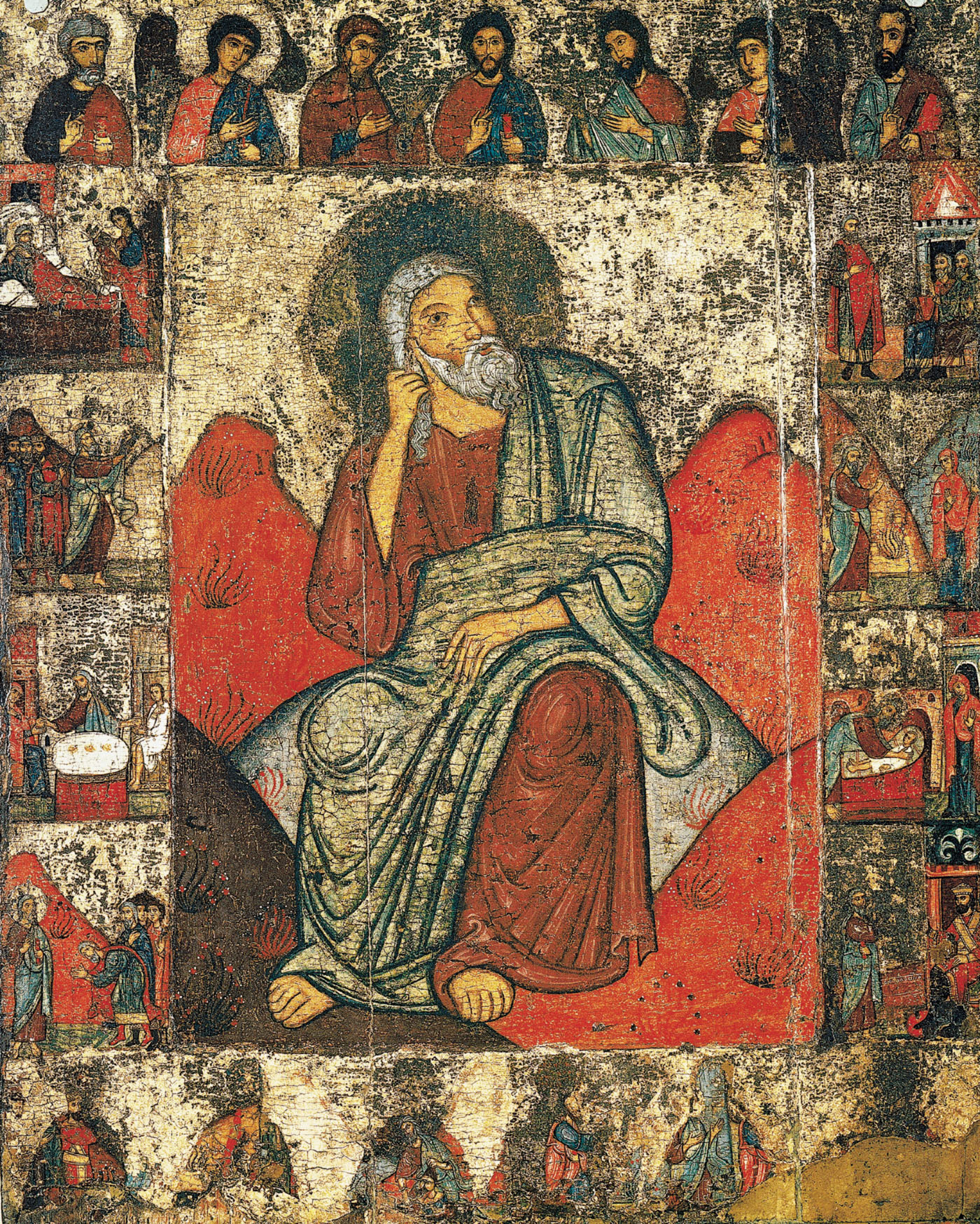
Le Prophète Élie au désert XIII-XIV, icône originaire de Pskov

L'école de peinture d'icônes de Pskov remonte à la fin du XIIIe siècle début du XIVe siècle. Ses icônes sont classées parmi les icônes russes postmongoles. Peu d'icônes nous sont toutefois parvenues et, de plus, relativement tard. Elles sont exposées à la Galerie Tretiakov ou au
Musée Russe. Mais le musée de Pskov en possède toutefois 700 exposées dans trois salles de l'hôtel Pogankine.
Dès ses origines, la peinture de Pskov possède des particularités de par son approche individuelle des sujets et le dynamisme de ses compositions. C'est à Pskov que se manifeste le développement d'un style libre, pittoresque et expressif. L'expressivité est sans doute due aux conceptions du monde des habitants habitués aux guerres et aux évènements dramatiques, du fait de leur position géographique près des frontières. L'œuvre de Théophane le Grec à Novgorod a exercé une influence importante sur les artistes de Pskov. Il était en effet très proche de la perception pskovienne de l'art : prédilection pour des coloris ténébreux, rehauts blancs et assistes sur les visages et les vêtements sombres, laconisme, nuances de vert foncé, de rouge et de jaune. Ces icônes manifestent aussi un certain archaïsme dans le style, comme celui de l'icône d'Élie le prophète.
Icônes des XVe siècle au XVIIe siècle originaires de Pskov

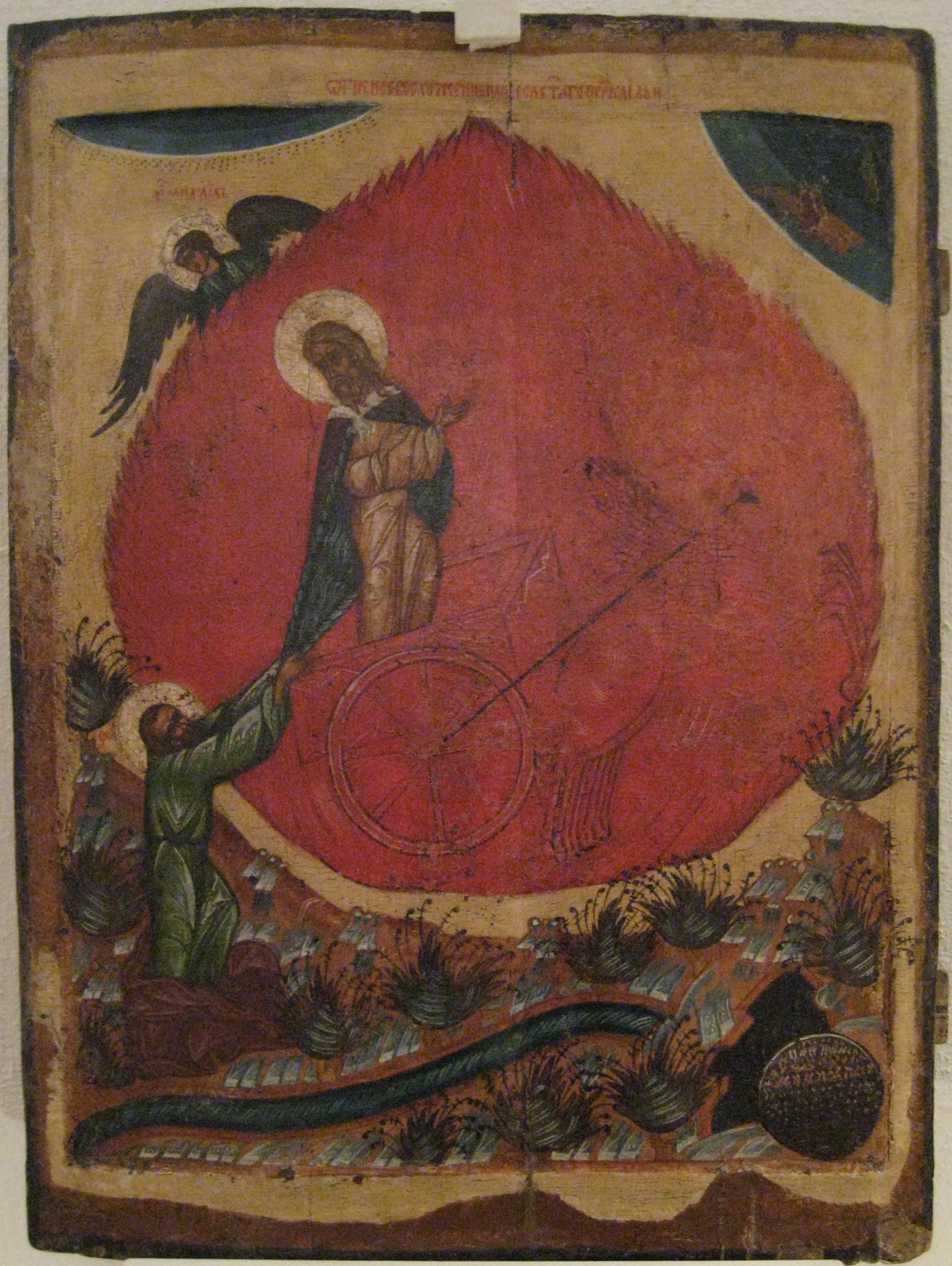
Élie le prophète- XVIe siècle- Musée de Pskov.
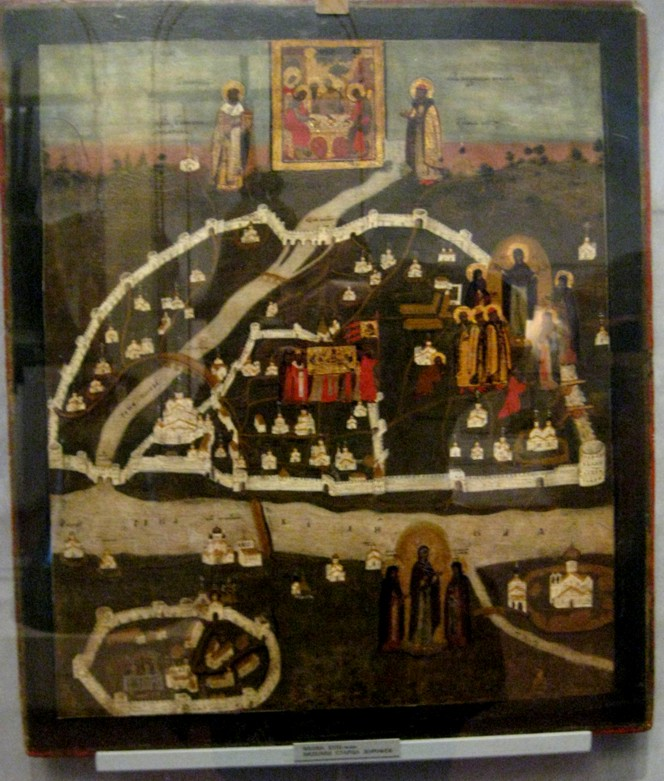
Icône de l'Intercession de la Vierge de Pskov (apparition au starets Dorophée)-Musée de Pskov.
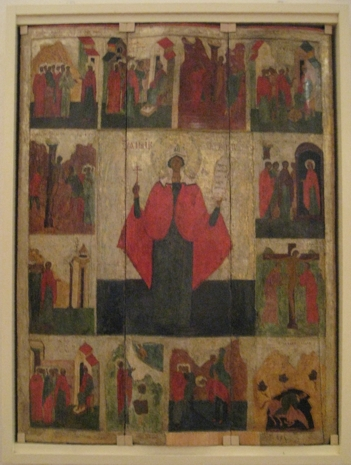
Sainte Parascève - XVIe siècle- Musée de Pskov.
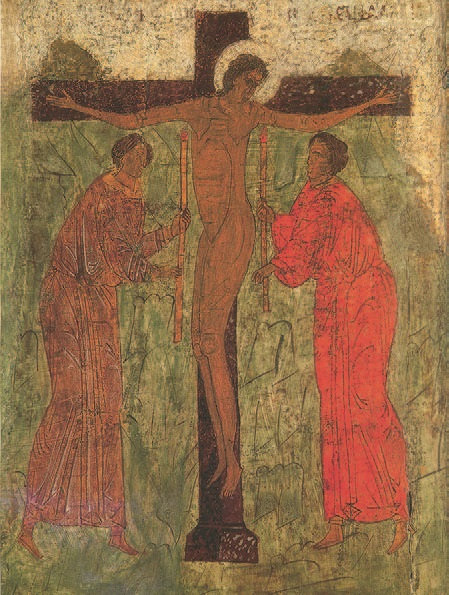
Parascève détail - XVIe siècle- Musée de Pskov.
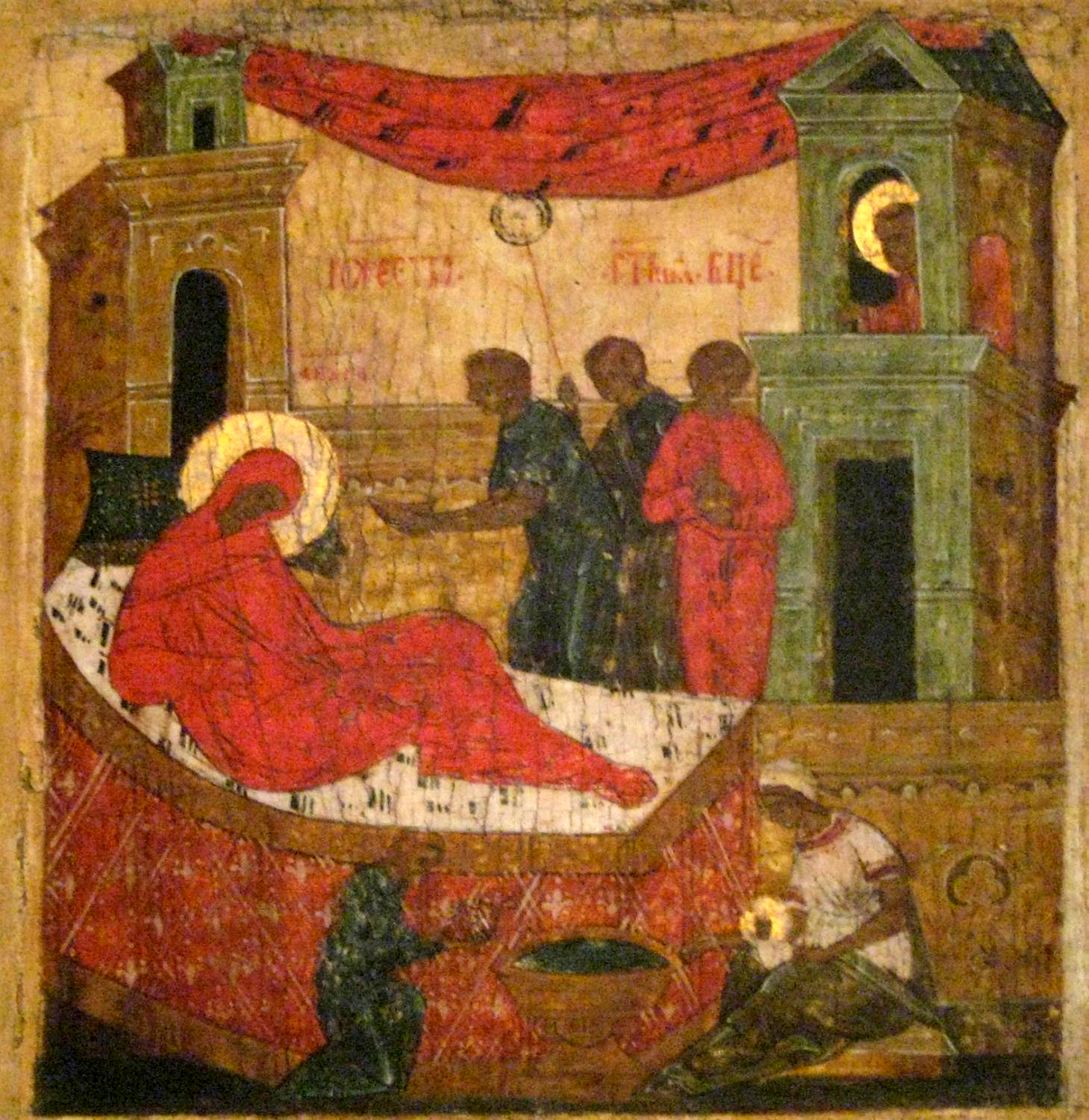
Icône de la Nativité de Marie/Musée de Pskov XVI-XVII ss.

## Sports
- FK Machinostroïtel Pskov, club de football ayant existé de 1970 à 1999.
- FK Pskov-747, club de football fondé en 2006 et évoluant en troisième division russe.

## Personnalités liées à Pskov
- Afanassi Ordine-Nachtchokine (1605-1680), diplomate et homme politique russe.
- Ferdinand von Wrangel (1797-1870), amiral, explorateur et ministre russe.
- Nikolaï Skrydlov (1844-1918), officier de marine, amiral russe.
- Benjamin Kaverine (1902-1989), écrivain soviétique.
- Boris Grinsson (1907-1999), affichiste et dessinateur.
- Iouri Spegalsky (1909-1969), peintre et architecte russe, restaurateur.
- Irina Podnosova (1953-2025), juriste russe.
- Raimonds Vējonis (1966-), homme politique letton, 9e président de la République de Lettonie.
- Sergueï Fiodorov (1969-), joueur professionnel de hockey sur glace russe.
- Dmitry Markov (1982-2024), photographe russe.

## Climat
| Mois                              | jan. | fév. | mars | avril | mai  | juin | jui. | août | sep. | oct. | nov. | déc. | année |
| --------------------------------- | ---- | ---- | ---- | ----- | ---- | ---- | ---- | ---- | ---- | ---- | ---- | ---- | ----- |
| Température minimale moyenne (°C) | −8,3 | −8,8 | −4,9 | 1,3   | 6,5  | 10,6 | 13   | 11,6 | 7,2  | 2,7  | −1,9 | −5,8 | 1,9   |
| Température moyenne (°C)          | −5,6 | −5,5 | −1   | 6,3   | 12,3 | 16   | 18,3 | 16,7 | 11,6 | 6    | 0,3  | −3,4 | 6     |
| Température maximale moyenne (°C) | −3   | −2,3 | 2,9  | 11,3  | 18   | 21,3 | 23,6 | 21,8 | 16   | 9,2  | 2,5  | −1   | 10    |
| Précipitations (mm)               | 48   | 35,2 | 35,4 | 34,7  | 54,8 | 87,1 | 75,6 | 90,6 | 65,6 | 62,1 | 53,4 | 47   | 689,5 |